# Doblička Gora
Doblička Gora este o localitate din comuna Črnomelj, Slovenia, cu o populație de 67 de locuitori.